# Willi Stöhr
Pour les articles homonymes, voir Stöhr.
Willi Stöhr, né à Elberfeld, le 6 novembre 1903 et mort au Canada en 1994, est un homme politique allemand et Gauleiter du parti nazi.

## Biographie
Après des études de sciences économiques à Cologne et à Francfort-sur-le-Main, il rejoint le parti national-socialiste dans les années 1920. En 1937, il est nommé chef de la propagande (Gaupropagandaleiter) dans le Gau de Hesse-Nassau.
Après la mort de Josef Bürckel, en janvier 1945, il est nommé Gauleiter du Westmark.